# VM i badminton 1983
VM i badminton 1983 var det tredje VM i badminton afholdt af International Badminton Federation. Mesterskabet blev afviklet i Brøndby Hallen i Brøndbyvester ved København i perioden 2. - 8. maj 1983. Danmark var VM-værtsland for første gang.
Folkerepublikken Kinas spillere deltog for første gang i VM og vandt to titler.

## Medaljevindere
| Række        | Guld                           | Sølv                       | Bronze                      | Bronze                           |
| ------------ | ------------------------------ | -------------------------- | --------------------------- | -------------------------------- |
| Herresingle  | Icuk Sugiarto                  | Liem Swie King             | Prakash Padukone            | Han Jian                         |
| Damesingle   | Li Lingwei                     | Han Aiping                 | Helen Troke                 | Zhang Ailing                     |
| Herredouble  | Steen Fladberg Jesper Helledie | Mike Tredgett Martin Dew   | Park Joo-Bong Lee Eun-Ku    | Christian Hadinata Bobby Ertanto |
| Damedouble   | Lin Ying Wu Dixi               | Nora Perry Jane Webster    | Wu Jianqiu Xu Rong          | Gillian Clark Gillian Gilks      |
| Mixed double | Thomas Kihlström Nora Perry    | Steen Fladberg Pia Nielsen | Mike Tredgett Karen Chapman | Jiang Guoliang Lin Ying          |

### Medaljetabel
| Land       | Guld | Sølv | Bronze | Total |
| ---------- | ---- | ---- | ------ | ----- |
| Kina       | 2    | 1    | 4      | 7     |
| Indonesien | 1    | 1    | 1      | 3     |
| Danmark    | 1    | 1    | -      | 2     |
| England    | ½    | 2    | 3      | 5½    |
| Sverige    | ½    | -    | -      | ½     |
| Indien     | -    | -    | 1      | 1     |
| Sydkorea   | -    | -    | 1      | 1     |